# Jean-Paul Farcy
Pour les articles homonymes, voir Farcy.
Jean-Paul Farcy (né le 26 mai 1961 à Amiens) est un joueur professionnel français de hockey sur glace,.

## Carrière en club
En 1978, il passe professionnel avec les Gothiques d'Amiens  dans la Nationale B.

## Statistiques
| Saison    | Équipe                        | Ligue        |                            | Saison régulière           | Saison régulière           | Saison régulière           | Saison régulière           | Saison régulière           |                            | Séries éliminatoires       | Séries éliminatoires       | Séries éliminatoires       | Séries éliminatoires | Séries éliminatoires |
| Saison    | Équipe                        | Ligue        | PJ                         | B                          | A                          | Pts                        | Pun                        | PJ                         | B                          | A                          | Pts                        | Pun                        |                      |                      |
| 1978-1979 | Gothiques d'Amiens            | Nationale B  | Statistiques indisponibles | Statistiques indisponibles | Statistiques indisponibles | Statistiques indisponibles | Statistiques indisponibles | Statistiques indisponibles | Statistiques indisponibles | Statistiques indisponibles | Statistiques indisponibles | Statistiques indisponibles |                      |                      |
| 1979-1980 | Gothiques d'Amiens            | Nationale B  | Statistiques indisponibles | Statistiques indisponibles | Statistiques indisponibles | Statistiques indisponibles | Statistiques indisponibles | Statistiques indisponibles | Statistiques indisponibles | Statistiques indisponibles | Statistiques indisponibles | Statistiques indisponibles |                      |                      |
| 1980-1981 | Gothiques d'Amiens            | Nationale B  | Statistiques indisponibles | Statistiques indisponibles | Statistiques indisponibles | Statistiques indisponibles | Statistiques indisponibles | Statistiques indisponibles | Statistiques indisponibles | Statistiques indisponibles | Statistiques indisponibles | Statistiques indisponibles |                      |                      |
| 1981-1982 | Brûleurs de loups de Grenoble | Nationale A  | Statistiques indisponibles | Statistiques indisponibles | Statistiques indisponibles | Statistiques indisponibles | Statistiques indisponibles | Statistiques indisponibles | Statistiques indisponibles | Statistiques indisponibles | Statistiques indisponibles | Statistiques indisponibles |                      |                      |
| 1982-1983 | Gothiques d'Amiens            | Nationale A  | Statistiques indisponibles | Statistiques indisponibles | Statistiques indisponibles | Statistiques indisponibles | Statistiques indisponibles | Statistiques indisponibles | Statistiques indisponibles | Statistiques indisponibles | Statistiques indisponibles | Statistiques indisponibles |                      |                      |
| 1983-1984 | Brûleurs de loups de Grenoble | Nationale A  | Statistiques indisponibles | Statistiques indisponibles | Statistiques indisponibles | Statistiques indisponibles | Statistiques indisponibles | Statistiques indisponibles | Statistiques indisponibles | Statistiques indisponibles | Statistiques indisponibles | Statistiques indisponibles |                      |                      |
| 1984-1985 | Français volants de Paris     | Nationale A  | Statistiques indisponibles | Statistiques indisponibles | Statistiques indisponibles | Statistiques indisponibles | Statistiques indisponibles | Statistiques indisponibles | Statistiques indisponibles | Statistiques indisponibles | Statistiques indisponibles | Statistiques indisponibles |                      |                      |
| 1985-1986 | Français volants de Paris     | Nationale 1A | Statistiques indisponibles | Statistiques indisponibles | Statistiques indisponibles | Statistiques indisponibles | Statistiques indisponibles | Statistiques indisponibles | Statistiques indisponibles | Statistiques indisponibles | Statistiques indisponibles | Statistiques indisponibles |                      |                      |
| 1986-1987 | Français volants de Paris     | Nationale 1A | Statistiques indisponibles | Statistiques indisponibles | Statistiques indisponibles | Statistiques indisponibles | Statistiques indisponibles | Statistiques indisponibles | Statistiques indisponibles | Statistiques indisponibles | Statistiques indisponibles | Statistiques indisponibles |                      |                      |
| 1987-1988 | Écureuils d'Amiens            | Nationale A  | Statistiques indisponibles | Statistiques indisponibles | Statistiques indisponibles | Statistiques indisponibles | Statistiques indisponibles | Statistiques indisponibles | Statistiques indisponibles | Statistiques indisponibles | Statistiques indisponibles | Statistiques indisponibles |                      |                      |
| 1988-1989 | Écureuils d'Amiens            | Nationale A  | 40                         | 25                         | 24                         | 49                         | 60                         | -                          | -                          | -                          | -                          | -                          |                      |                      |
| 1989-1990 | Écureuils d'Amiens            | Nationale A  | 39                         | 17                         | 19                         | 36                         | 39                         | -                          | -                          | -                          | -                          | -                          |                      |                      |
| 1990-1991 | Gothiques d'Amiens            | Nationale A  | 26                         | 10                         | 6                          | 16                         | 31                         | 4                          | 1                          | 0                          | 1                          | 6                          |                      |                      |
| 1996-1997 | Hockey Club compiégnois       | Nationale 2  | 27                         | 31                         | 32                         | 63                         | 54                         | -                          | -                          | -                          | -                          | -                          |                      |                      |

### En équipe nationale
| Année | Équipe     | Compétition                   |   | PJ | B | A | Pts | Pun                        |  | Résultat |
| 1980  | France U20 | Championnat du monde junior B | 4 | 2  | 3 | 5 | 2   | 7e position du groupe B    |  |          |
| 1981  | France U20 | Championnat du monde junior   | 5 | 5  | 1 | 6 | 6   | 8e position du groupe B    |  |          |
| 1982  | France     | Championnat du monde          | - | -  | - | - | -   | 20e position du Mondial C  |  |          |
| 1983  | France     | Championnat du monde          | - | -  | - | - | -   | 21e position du Mondial C  |  |          |
| 1985  | France     | Championnat du monde          | - | -  | - | - | -   | 17e position du Mondial C  |  |          |
| 1986  | France     | Championnat du monde          | - | -  | - | - | -   | 12e position de la poule B |  |          |